# Teucrium fruticans
La olivilla (Teucrium fruticans) es una especie de planta fanerógama del género Teucrium en la familia Lamiaceae, tiene uso ornamental. 

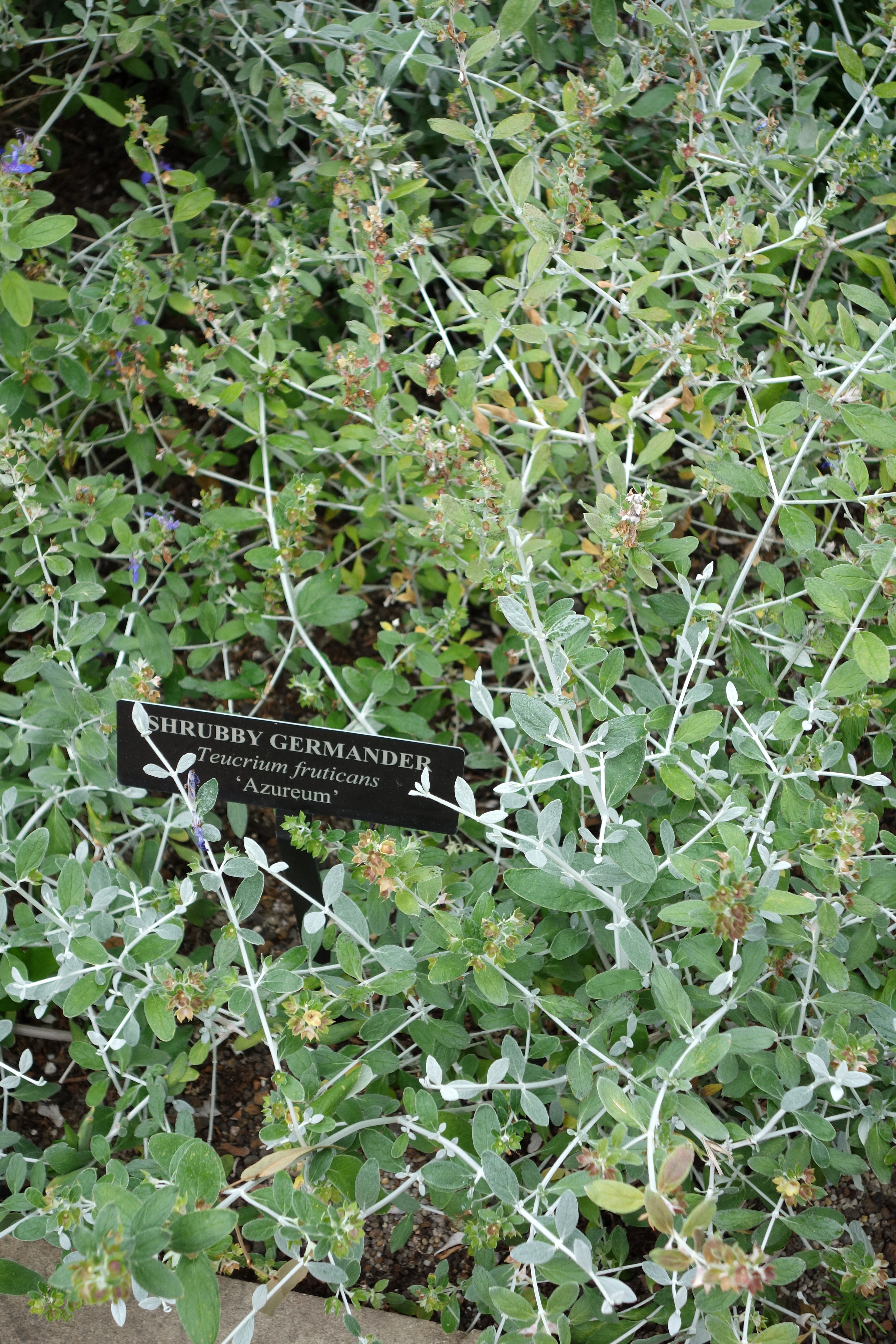
Vista general de la especie

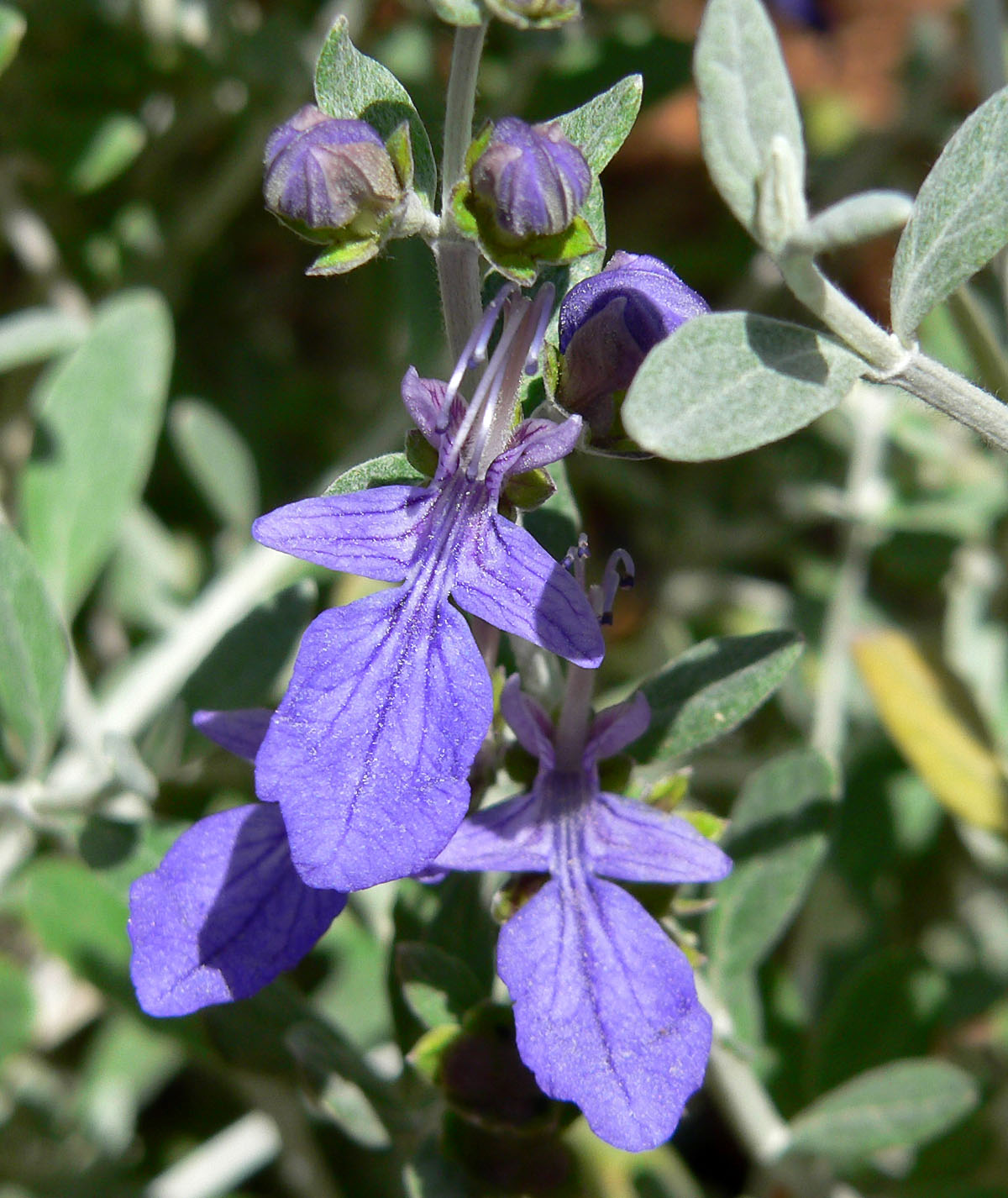
Detalle de la inflorescencia.

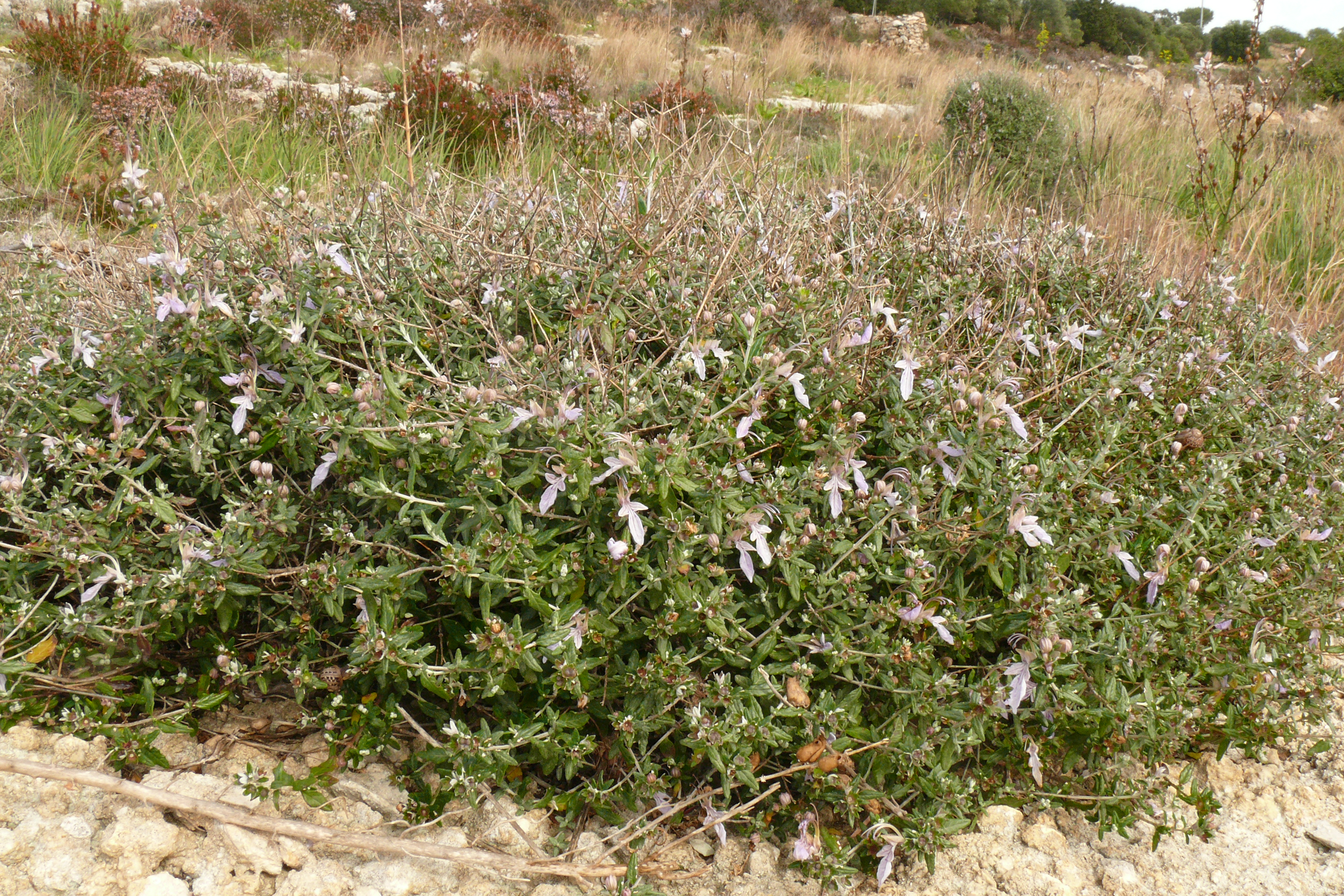
En su hábitat.

## Descripción
Arbusto de 50-150, y hasta 200 cm, muy ramificado, voluminoso, frecuentemente ginodioico (plantas con flores hermafroditas y plantas con flores unisexuales femeninas). Los tallos son erectos, foliosos, cuadrangulares; los jóvenes herbáceos, gris-blanquecinos, a veces pardo-rojizos, con pelos acintados, largos; los viejos leñosos, glabros, redondeados. Las hojas tienen un limbo de 15-55 por 8-35 mm, de tamaño variable a lo largo del tallo; son ovadas, planas, coriáceas, persistentes, enteras, rara vez onduladas, discoloras, con haz verde oliva, pubescente o glabrescente, con envés blanquecino con pecíolo de 2-3 mm . La inflorescencia, de 15-25 cm en racimo laxo de 8-15 verticilastros de 2 flores, tiene ramas laterales de 7-8 cm con 5-6 verticilastros. Las son flores erectas, hermafroditas o femeninas, con pedicelos de 3-10 mm, tomentosos. El cáliz, de 5-14 mm, es campanulado, foliáceo, pardo, acrescente, abierto en la fructificación con tubo de 10 nervios en la parte interna; dientes de 4-6 mm, siempre más largos que el tubo, planos, ovados, ovado-lanceolados o triangulares, agudos, acuminados o mucronados, con nervios centrales engrosados, el central superior y los inferiores más estrechos y algo más cortos, los superiores laterales más anchos, largos, a veces antes de la antesis, los inferiores convergentes, los laterales protegiendo al central, durante la antesis el superior central erecto-ascendente. La corola mide 20-24 mm, es unilabiada, blanco-rosada, lila o azulada con nervios o máculas más obscuros; tubo inferior a 4 mm, giboso; lóbulos latero-posteriores 6-7 por 3-4 mm, ovados, oblongos, oblongo-lanceolados, triangulares, agudos o cuspidados, erectos, convergentes, de extremos divergentes; lóbulos laterales de 5-7 por 3,5 mm, tan largos o más cortos que los latero-posteriores, oblongos u ovados, verticales o planos, divergentes; lóbulo central de cerca de 20 mm, horizontal, con garganta de casi 10 mm, ovadolanceolado u oblongo, cóncavo, con pelos cortos glandulares en la cara dorsal. Estambres de al menos 3 veces la longitud de los lóbulos latero-posteriores, erectos o de extremos curvos; filamentos con pelos acintados triangulares en la base y pelos cortos glandulares en el tercio inferior. Los frutos, en esquizocarpo de 4 núculas (no siempre todas viables, 1 o más abortando), son obovoides, reticulados, con pelos largos y acintados, con glándulas esferoidales, y de color pardo. Número de cromosomas:  2n = 30.
Florece entre marzo, excepcionalmente enero, y julio.
Polinización entomófila. Dispersión, por hormigas (mirmecocoria).
- Nota: Muy variable en el tamaño y forma de la hojas, que pueden ser ovadas (var. rotundifolium Dautez & Debeaux in Actes Soc. Linn. Bordeaux, 42: 287, 1889) u ovado-lanceoladas. Esta especie, junto con Teucrium malenconianum Maire in Bull. Soc. Hist. Nat. Afrique N., 25: 316, 1934 y Teucrium chardonianum Maire & Wilczek in Bull. Soc. Hist. Nat. Afrique N., 26: 130, 1935 de Marruecos, son las tres únicas arbustivas de la section Teucrium.[1]

## Distribución y hábitat
Matorrales heliófilos, claros de encinar, de alcornocal o de pinares, roquedos en substrato calizo o silíceo; de 0 hasta 1200 m de altitud.
Nativa de la región mediterránea occidental, sur de Italia, Sicilia y norte de África, en Marruecos, Argelia, Túnez y Libia. Presente en el centro y sur de la península ibérica. Cultivada en otras partes, incluso en ambiente urbano.
Se conoce alguna población asilvestrada en los alrededores de Barcelona.
Es una especie protegida en Francia, y se encuentra en los Pirineos Orientales, el Var y Córcega.

## Taxonomía
Teucrium fruticans, fue descrita por Carlos Linneo y publicado en Species Plantarum 2: 562. 1753.
Etimología
Teucrium: nombre genérico que deriva del griego τεύχριον, y luego el latín teucri, -ae y teucrion, -ii, usado por Plinio el Viejo en Historia naturalis, 26, 35 y  24, 130, para designar el género Teucrium, pero también el Asplenium ceterach, que es un helecho (25, 45). Hay otras interpretaciones que derivan el nombre de Teucri, -ia, -ium, de los troyanos, pues Teucro era hijo del río Escamandro y la ninfa Idaia, y fue el antepasado legendario de los troyanos, por lo que estos últimos a menudo son llamados teucrios. Pero también Teucrium podría referirse a Teûkros, en latín Teucri, o sea Teucro, hijo de Telamón y Hesione y medio-hermano de Ajax, y que lucharon contra Troya durante la guerra del mismo nombre, durante la cual descubrió la planta en el mismo período en que Aquiles, según la leyenda, descubrió la Achillea.
fruticans: epíteto latino que significa "arbustiva".

## Taxones infraespecíficos
- Teucrium fruticans subsp. fruticans (sinónimos:Chamaedrys latifolia (L.) Raf., Teucrium angustifolium Salisb., Teucrium fruticans subsp. latifolium (L.) P.Silva & Teles, Teucrium fruticans var. latifolium (L.) Nyman,	Teucrium glomeratum Cav., Teucrium latifolium L., Teucrium tomentosum Moench nom. ill.)

## Nombres vernáculos
En cursiva, las más corrientes.
Olivera, olivilla , olivilla blanca, salvia amarga, salvia rabia, troyana andaluza, troyana grande, troyana real

## Usos
A menudo es utilizado como ornamental en ambiente urbano (setos, jardines y parques públicos). Por ejemplo en Madrid (España).